# Giải bóng đá Ngoại hạng Armenia
Giải bóng đá Ngoại hạng Armenia (tiếng Armenia: Հայաստանի Պրեմիեր Լիգա, được gọi là Giải Ngoại hạng Armenia Fastex vì lý do tài trợ) là giải đấu bóng đá hàng đầu tại Armenia. Từ năm 1936 đến năm 1991, giải đấu được tổ chức như một giải đấu khu vực ở  Liên Xô. Sau khi Armenia giành độc lập, Liên đoàn bóng đá Armenia là cơ quan quản lý giải đấu. Qua nhiều năm, giải đấu đã phát triển thành một giải đấu nhỏ bao gồm 10 đội. Đội chiến thắng của giải đấu sẽ được trao một suất vào vòng loại thứ nhất UEFA Champions League.

## Danh sách các đội vô địch
| Năm     | Vô địch (lần)                                                | Á quân                                                       | Hạng ba                                                      | Vua phá lưới (đội)                                            | Số bàn                                                       |
| ------- | ------------------------------------------------------------ | ------------------------------------------------------------ | ------------------------------------------------------------ | ------------------------------------------------------------- | ------------------------------------------------------------ |
| 1992    | Shirak, Homenetmen                                           | —                                                            | Banants                                                      | Vahe Yaghmuryan (Ararat Yerevan)                              | 38                                                           |
| 1993    | Ararat Yerevan                                               | Shirak                                                       | Banants                                                      | Andranik Hovsepyan (Banants) Gegham Hovhannisyan (Homenetmen) | 26                                                           |
| 1994    | Shirak (2)                                                   | Homenetmen                                                   | Ararat Yerevan                                               | Arsen Avetisyan (Homenetmen)                                  | 39                                                           |
| 1995    | Mùa giải chuyển tiếp (không có nhà vô địch nào được công bố) | Mùa giải chuyển tiếp (không có nhà vô địch nào được công bố) | Mùa giải chuyển tiếp (không có nhà vô địch nào được công bố) | Mùa giải chuyển tiếp (không có nhà vô địch nào được công bố)  | Mùa giải chuyển tiếp (không có nhà vô địch nào được công bố) |
| 1995–96 | Pyunik (2)                                                   | Shirak                                                       | Yerevan                                                      | Arayik Adamyan (Shirak)                                       | 28                                                           |
| 1996–97 | Pyunik (3)                                                   | Ararat Yerevan                                               | Yerevan                                                      | Arsen Avetisyan (Pyunik)                                      | 24                                                           |
| 1997    | Yerevan                                                      | Shirak                                                       | Erebuni-Homenmen                                             | Artur Petrosyan (Shirak)                                      | 18                                                           |
| 1998    | Tsement Ararat (Araks Ararat)                                | Shirak                                                       | Yerevan                                                      | Ara Hakobyan (Dvin Artashat)                                  | 20                                                           |
| 1999    | Shirak (3)                                                   | Ararat Yerevan                                               | Tsement Ararat                                               | Shirak Sarikyan (Tsement Ararat)                              | 21                                                           |
| 2000    | Araks Ararat (2)                                             | Ararat Yerevan                                               | Shirak                                                       | Ara Hakobyan (Araks Ararat)                                   | 21                                                           |
| 2001    | Pyunik (4)                                                   | Zvartnots AAL                                                | Spartak Yerevan                                              | Arman Karamyan (Pyunik)                                       | 21                                                           |
| 2002    | Pyunik (5)                                                   | Shirak                                                       | Banants                                                      | Arman Karamyan (Pyunik)                                       | 36                                                           |
| 2003    | Pyunik (6)                                                   | Banants                                                      | Shirak                                                       | Ara Hakobyan (Banants)                                        | 45                                                           |
| 2004    | Pyunik (7)                                                   | Mika                                                         | Banants                                                      | Edgar Manucharyan (Pyunik) Galust Petrosyan (Pyunik)          | 21                                                           |
| 2005    | Pyunik (8)                                                   | Mika                                                         | Banants                                                      | Nshan Erzrumyan (Kilikia)                                     | 18                                                           |
| 2006    | Pyunik (9)                                                   | Banants                                                      | Mika                                                         | Aram Hakobyan (Banants)                                       | 25                                                           |
| 2007    | Pyunik (10)                                                  | Banants                                                      | Mika                                                         | Marcos Pizzelli (Ararat Yerevan)                              | 22                                                           |
| 2008    | Pyunik (11)                                                  | Ararat Yerevan                                               | Gandzasar                                                    | Marcos Pizzelli (Ararat Yerevan)                              | 17                                                           |
| 2009    | Pyunik (12)                                                  | Mika                                                         | Ulisses                                                      | Artur Kocharyan (Ulisses)                                     | 15                                                           |
| 2010    | Pyunik (13)                                                  | Banants                                                      | Ulisses                                                      | Marcos Pizzelli (Pyunik) Gevorg Ghazaryan (Pyunik)            | 16                                                           |
| 2011    | Ulisses                                                      | Gandzasar                                                    | Pyunik                                                       | Bruno Correa (Banants)                                        | 16                                                           |
| 2012–13 | Shirak (4)                                                   | Mika                                                         | Gandzasar                                                    | Norayr Gyozalyan (Impuls)                                     | 21                                                           |
| 2013–14 | Banants                                                      | Shirak                                                       | Mika                                                         | Mihran Manasyan (Alashkert)                                   | 17                                                           |
| 2014–15 | Pyunik (14)                                                  | Ulisses                                                      | Shirak                                                       | Cesar Romero (Pyunik) Jean-Jacques Bougouhi (Shirak)          | 21                                                           |
| 2015–16 | Alashkert                                                    | Shirak                                                       | Pyunik                                                       | Héber (Alashkert) Mihran Manasyan (Alashkert)                 | 16                                                           |
| 2016–17 | Alashkert (2)                                                | Gandzasar                                                    | Shirak                                                       | Artak Yedigaryan (Alashkert) Mihran Manasyan (Alashkert)      | 13                                                           |
| 2017–18 | Alashkert (3)                                                | Banants                                                      | Gandzasar                                                    | Gegham Harutyunyan (Gandzasar) Artak Yedigaryan (Alashkert)   | 12                                                           |
| 2018–19 | Ararat-Armenia                                               | Pyunik                                                       | Banants                                                      | Jonel Désiré (Lori)                                           | 17                                                           |
| 2019–20 | Ararat-Armenia (2)                                           | Noah                                                         | Alashkert                                                    | Mory Kone (Shirak)                                            | 23                                                           |
| 2020–21 | Alashkert (4)                                                | Noah                                                         | Urartu                                                       | Yusuf Otubanjo (Ararat-Armenia)                               | 10                                                           |
| 2021–22 | Pyunik (15)                                                  | Ararat-Armenia                                               | Alashkert                                                    | Serges Déblé (Ararat Yerevan, Pyunik)                         | 22                                                           |
| 2022–23 | Urartu (2)                                                   | Pyunik                                                       | Ararat-Armenia                                               | Luka Juričić, Yusuf Otubanjo (Pyunik)                         | 16                                                           |
| 2023–24 | Pyunik (16)                                                  | Noah                                                         | Ararat-Armenia                                               | Artur Miranyan (Noah)                                         | 23                                                           |
| 2024–25 | Noah (1)                                                     | FC Ararat-Armenia                                            | FC Urartu                                                    | Gonçalo Gregório (Noah)                                       | 20                                                           |

## Thống kê

### Theo câu lạc bộ
| Đội            | Vô địch | Á quân | Năm vô địch |
| -------------- | ------- | ------ | --- |
| Pyunik         | 16      | 2      | 1992 (chia sẻ), 1995–96, 1996–97, 2001, 2002, 2003, 2004, 2005, 2006, 2007, 2008, 2009, 2010, 2014–15, 2021–22, 2023–24 |
| Shirak         | 4       | 7      | 1992 (chia sẻ), 1994, 1999, 2012–13                                                                                     |
| Alashkert      | 4       | –      | 2015–16, 2016–17, 2017–18, 2020-21                                                                                      |
| Urartu         | 2       | 5      | 2013–14, 2022–23 |
| Ararat-Armenia | 2       | 1      | 2018–19, 2019–20 |
| Araks Ararat   | 2       | –      | 1998, 2000 |
| Ararat Yerevan | 1       | 4      | 1993 |
| Noah           | 1       | 3      | 2024–25 |
| Ulisses        | 1       | 1      | 2011 |
| Yerevan        | 1       | –      | 1997 |
| Mika           | –       | 4      | |
| Gandzasar      | –       | 2      | |
| Zvartnots-AAL  | –       | 1      | |

Tỷ lệ (%)